# Philipp Anton Hattemer
Philipp Anton Hattemer (* 1826 in Hattersheim am Main; † 14. Juli 1918 ebenda) war ein deutscher Mühlenbesitzer und Mitglied des Nassauischen Kommunallandtags des preußischen Regierungsbezirks Wiesbaden sowie des Provinziallandtages für die Provinz Hessen-Nassau.

## Leben
Phillip Anton Hattemer war der Sohn des Mühlenbesitzers Anton Hattemer (1772–1837) und dessen Ehefrau Katharina Theresia Weilbächer. Er übernahm im Jahre 1858 die Kronberger Mühle in seinem Heimatort, die sein Vater 1821 erworben hatte und erweiterte die Besitzungen um die Messer- und Altmünstermühle.
Er war kommunalpolitisch engagiert und von 1886 bis 1907/1908 Mitglied des Kreistages Höchst.
Als Nachfolger von Otto von Steinmeister, der bis 1900 als Landrat des Kreises Höchst in dem Parlament vertreten war,  erhielt er im Jahre 1901 ein Mandat für den Nassauischen Kommunallandtag des preußischen Regierungsbezirks Wiesbaden. 
Nach der Annexion des Herzogtums Nassau, des Kurfürstentums Hessen und der Freien Stadt Frankfurt durch Preußen im Jahre 1866 wurde für jedes der drei Gebiete jeweils ein Kommunallandtag gebildet. 
Hattemer war zugleich Mitglied des Provinziallandtages der Provinz Hessen-Nassau.
Zum Jahreswechsel 1902/1903 legte er sein Mandat nieder und wurde Rentner.